# Stefano Napolitano
Stefano Napolitano (* 11. April 1995 in Biella) ist ein italienischer Tennisspieler.

## Karriere
Napolitano spielt hauptsächlich auf der ATP Challenger Tour und der ITF Future Tour. Er konnte bislang einen Doppelsieg auf der ITF Future Tour feiern. Auf der ATP Challenger Tour gewann er im Jahr 2014 das Doppelturnier in Vercelli.

## Erfolge
| Legende (Anzahl der Siege)  |
| Grand Slam                  |
| ATP World Tour Finals       |
| ATP World Tour Masters 1000 |
| ATP World Tour 500          |
| ATP World Tour 250          |
| ATP Challenger Tour (6)     |

### Einzel

#### Turniersiege
| Nr. | Datum             | Turnier              | Belag         | Finalgegner          | Ergebnis      |
| --- | ----------------- | -------------------- | ------------- | -------------------- | ------------- |
| 1.  | 13. November 2016 | St. Ulrich in Gröden | Hartplatz (i) | Alessandro Giannessi | 6:4, 6:1      |
| 2.  | 18. Februar 2024  | Bangalore            | Hartplatz     | Hong Seong-chan      | 4:6, 6:3, 6:3 |
| 3.  | 14. April 2024    | Madrid               | Sand          | Leandro Riedi        | 6:3, 6:3      |

### Doppel

#### Turniersiege
| Nr. | Datum           | Turnier       | Belag | Partner       | Finalgegner                           | Ergebnis          |
| --- | --------------- | ------------- | ----- | ------------- | ------------------------------------- | ----------------- |
| 1.  | 26. April 2014  | Vercelli      | Sand  | Matteo Donati | Pierre-Hugues Herbert Albano Olivetti | 7:62, 6:3         |
| 2.  | 17. Juli 2016   | San Benedetto | Sand  | Federico Gaio | Facundo Argüello Sergio Galdós        | 6:3, 6:4          |
| 3.  | 1. Oktober 2016 | Rom           | Sand  | Federico Gaio | Marin Draganja Tomislav Draganja      | 6:72, 6:2, [10:3] |